# Hydrotaea spinosus
Hydrotaea spinosus este o specie de muște din genul Hydrotaea, familia Muscidae, descrisă de Ye și Ma în anul 1992.
Este endemică în Gansu. Conform Catalogue of Life specia Hydrotaea spinosus nu are subspecii cunoscute.